# Lunca Corbului
Lunca Corbului é uma comuna romena localizada no distrito de Argeş, na região de Muntênia. A comuna possui uma área de 103.58 km² e sua população era de 2928 habitantes segundo o censo de 2007.